# Vivacon
Die Vivacon AG war ein Immobilienunternehmen mit Sitz in Köln. Bis zum 22. Juni 2009 war das Unternehmen Mitglied im SDAX.
2007 erzielte das Unternehmen 56,2 Millionen Euro Gewinn. Im November 2008 zog Vivacon seine Gewinnprognose von 60 Millionen Euro für 2008 zurück. Später teilte man mit, man erwarte einen Konzernverlust zwischen 160 und 170 Mio. Euro, weil Sondereffekte das Ergebnis mit 140 Mio. Euro belastet hätten; deshalb zahle man keine Dividende.
Am 29. Mai 2009 gab das Unternehmen eine Ad-hoc-Meldung heraus, es befinde sich in einer akuten Liquiditätskrise. 2009 erwirtschaftete das Unternehmen einen Umsatz von 138,5 Millionen Euro bei einem Verlust von 51,1 Millionen Euro.
Im Juni 2009 stellten vier Objektgesellschaften der Unternehmensgruppe der Vivacon AG aufgrund von Zahlungsunfähigkeit beim Amtsgericht Köln Insolvenzantrag. Durch eine standortbedingte hohe Leerstandsquote der Immobilienbestände war eine Liquiditätslücke entstanden, die nicht kurzfristig zu schließen war. Daher erfolgte diese Insolvenzantragstellung im Rahmen von Sanierungsbemühungen und zur Sicherung der Liquidität der Vivacon Gruppe. Am 1. Oktober 2013 stellte die Vivacon AG beim Amtsgericht Köln abermals einen Insolvenzantrag in Eigenverwaltung, das am 1. Januar 2014 eröffnet wurde. Zum Sachwalter und später zum Insolvenzverwalter wurde Rechtsanwalt Dr. Christoph Niering bestellt.
Die Vivacon AG hatte sich im Rahmen der Umstrukturierungen, die aufgrund der finanziellen Schwierigkeiten gestartet wurden, auf ein einziges Geschäftsfeld konzentriert, den Bereich Erbbaurecht. Die anderen Aktivitäten wurden eingestellt, zum Beispiel der Handel mit Immobilienpaketen, das Assetmanagement sowie Entwicklung, Konzeption, Bau und Vertrieb von Wohnungsbauvorhaben.
Am 28. Mai 2014 wurde bekanntgegeben, dass der Geschäftsbetrieb der Vivacon AG zum 31. Juli 2014 mangels positiver Fortführungsprognose eingestellt wird.

## Management
- Marco Meyer – Vorstand

Ehemaliges Management:
- Marc Leffin – Gründer und Vorstandsvorsitzender (2001–2007)
- Timo Herbrand – Gründer und Vorstand (2001–2008)
- Michael Jung – Finanzvorstand (2004–2008)
- Oliver Priggemeyer – Vorstand (2007–2008)
- Michael Ries – Vorstand Development und Vertrieb (2003–2009)
- Eckhard Rodemer – Vorstandsvorsitzender (2009)